# Jonathan David González Valencia
Jonathan David González Valencia (Quinindé, 1995. július 3. –) ecuadori labdarúgó, a mexikói CD Universidad de Guadalajara középpályása.